# エリック・カルメン (1984年のアルバム)
| 専門評論家によるレビュー | 専門評論家によるレビュー |
| レビュー・スコア         | レビュー・スコア         |
| 出典                     | 評価                     |
| ------------------------ | ------------------------ |
| Allmusic                 | [ 1 ]                    |

『エリック・カルメン』（Eric Carmen）は、ロック・ミュージシャンのエリック・カルメンによるスタジオ・アルバム。自身の名前を冠したアルバムは、1975年以来2枚目である。

## 収録曲
#1、#3は、ディーン・ピッチフォードとの共作、#4は、マイケル・ボルトン、ダグ・ジェームス、#5は、ボブ・ゴーディオ、ジェリー・コーベッタ、ジョン・ベティスによる作曲。それ以外の曲は、エリック・カルメンによる作詞・作曲。
1. 噂の女 - "I Wanna Hear It from Your Lips" (3:17)
2. アイム・スルー・ウィズ・ラヴ - "I'm Through with Love" (4:04)
3. アップル・パイ・アメリカン - "American as Apple Pie" (3:46)
4. 想い遥か - "Living Without Your Love" (4:07)
5. カム・バック・トゥ・マイ・ラヴ - "Come Back to My Love" (3:38)
6. 感傷の終り - "She Remembered" (4:31)
7. オール・ザ・ウェイ - "You Took Me All the Way" (3:36)
8. メイビー・マイ・ベイビー - "Maybe My Baby" (3:39)
9. スポットライト - "Spotlight" (4:13)
10. あの頃の僕達 - "The Way We Used to Be" (3:16)